# Jervvasstind
A Jervvasstind a kilencedik legmagasabb hegycsúcs Norvégiában. Luster településtől keletre található Sogn og Fjordane megyében. A 2351 méter magas hegy a Hurrungane-hegység egyik kiemelkedése, amely hegység a Jotunheimen-hegység része. A Sentraltind és a Jervvasstind hegyek közt helyezkedik el. A Store Skagastølstinden–Vetle Skagastølstind–Sentraltind–Store Styggedalstinden–Jervvasstind hegylánc egyik tagja. A hegy Skjolden falutól 16 kilométernyire nyugatra található.
Első meghódítása 1876-ban történt William Cecil Slingsby, Emanuel Mohn és K. Lykken által.

## A név eredete
Nevének előtagja a közeli Jervvatnet tóra utal, míg az utótag -tind hegycsúcsot jelent. A jerv előtag rozsomák ot jelent, míg a -vatn utótag tó jelentéssel bír.

## Fordítás
- Ez a szócikk részben vagy egészben  a   Jervvasstind című angol Wikipédia-szócikk ezen változatának fordításán alapul.  Az eredeti cikk szerkesztőit annak laptörténete sorolja fel. Ez a jelzés csupán a megfogalmazás eredetét és a szerzői jogokat jelzi, nem szolgál a cikkben szereplő információk forrásmegjelöléseként.